# Microeulima
Genre
Microeulima est un genre de mollusques gastéropodes de la famille Eulimidae. Les espèces rangées dans ce genre sont marines et parasitent des échinodermes ; l'espèce type est Microeulima terebralis.

## Distribution
Le espèces sont distribuées dans l'océan Pacifique ; ainsi, Microeulima terebralis est présente du Mexique jusqu'en Équateur.

## Liste d'espèces
Selon World Register of Marine Species (30 août 2017) :
- Microeulima bartschi (Strong & Hertlein, 1937)
- Microeulima hemphillii (Dall, 1884)
- Microeulima terebralis (Carpenter, 1857)